# 山田康之
山田 康之（やまだ やすゆき、1931年〈昭和6年〉10月31日 - 2021年〈令和3年〉8月15日）は、日本の農学者。京都大学名誉教授。植物分子細胞生物学の研究を行った。

## 概要
大阪府生まれ。京都大学農学部卒業、京都大学大学院修士課程修了。数十年にわたり、京都大学を研究の拠点とし活動。植物分子細胞生物学研究の権威。細胞を大量培養する実験系を確立。これらの培養細胞系を用いて、次々に新しい研究分野を開拓し、植物分子細胞生物学の基礎とその応用に大きく貢献。特にアルカロイドを高産生する培養細胞を用い、その生合成系の解析とその生合成系を遺伝子工学的に改変した分子育種学の新しい道を開く。その研究の成果はネイチャー誌にも掲載され、世界的に高い評価を得た。
1997年から2001年まで奈良先端科学技術大学院大学長を務めた。日本人の全米科学アカデミー外国人会員であった。
2021年8月15日、死去。89歳没。

## 職歴
- 1962年（昭和37年）：アメリカ合衆国ミシガン州立大学農学部フルブライト・プログラム研究員
- 1967年（昭和42年）：京都大学農学部農芸化学科助教授
- 1982年（昭和57年）：京都大学農学部附属生物細胞生産制御実験センター教授[6]
- 1985年（昭和60年）：大阪大学工学部教授（併任）
- 1986年（昭和61年）：文部省科学官（高等教育局）（併任）
- 1990年（平成2年）：京都大学農学部農芸化学科教授（組織変更により）
- 1994年（平成6年）：奈良先端科学技術大学院大学バイオサイエンス研究科教授・評議員[6]
- 1995年（平成7年）：京都大学名誉教授、日本学士院会員
- 1997年（平成9年）：奈良先端科学技術大学院大学長
- 2001年（平成13年）：奈良先端科学技術大学院大学名誉教授
- 2002年（平成14年）：中国天津生物医学研究所客員教授
- 2004年（平成16年）：中国浙江工業大学名誉教授

## 受賞歴等
- スウェーデン王立科学協会外国人会員
- 日本農芸化学会名誉会員
- 全米科学アカデミー外国人会員
- 日本植物細胞分子生物学会名誉会員
- 日本化学会名誉会員
- 1986年 島津賞
- 1987年 日本農芸化学会賞
- 1989年 スウェーデン王国ウプサラ大学名誉理学博士
- 1991年 日本学士院賞[6]
- 1996年 西宮市民文化賞
- 1999年 文化功労者[4][6]
- 2001年 アメリカ合衆国ミシガン州立大学名誉理学博士
- 2004年 瑞宝重光章[7]
- 2012年 文化勲章[4][6]
- 2014年 宇治市市民栄誉賞

## 主な論文
- O. Carter, Y. Yamada & E. Takahashi (1967) Nature 214, 1029.
- T. Nishi, Y. Yamada & E. Takahashi (1968) Nature 219, 508
- Y. Yamada (1977) Tissue culture studies on cereals. In: Applied and Fundamental Aspects of plant Cell, Tissue and Organ *Culture (eds.) J. Reinert and Y.P.S. Bajaj. Springer-Verlag: Berlin.
- Y.Yamamoto, R. Mizuguchi & Y. Yamada (1982) Theor. Appl. Genet.61, 113
- Y. Yamada & T. Hashimoto (1982) Plant Cell Rep. 1, 101
- Y. Yamada & Y. Fujita (1983) Production of Useful compounds in culture, In: Handbook of Plant Cell Culture. Vol. 1 (eds.) *D.A. Evans, W.R. Sharp, P.V. Ammirato & Y. Yamada. Macmillan: N.Y.
- F. Sato & Y. Yamada (1984) Phytochemistry 23, 281
- T. Hashimoto & Y. Yamada (1986) Plant Physiol. 81, 619
- D.J. Yun, T. Hashimoto & Y. Yamada (1992) Proc. Natl. Acad. Sci. USA 89, 11799
- K. Nakajima, T. Hashimoto & Y. Yamada (1994) J. Biol. Chem. 269, 11695
- T. Hashimoto & Y. Yamada (1994) Annu. Rev. Plant. Physiol. Plant Mol. Biol. 45, 257